# Сон Чжун
Пан Сон Чжун, більш відомий як Сон Чжун (кор. 방성준) — південнокорейський актор та модель.

## Біографія
Пан Сон Чжун народився 10 липня 1990 року в столиці Республіки Корея місті Сеул. Свою кар'єру він розпочав у 2010 році в якості моделі, але вже за декілька місяців дебютував на телебаченні зігравши другорядну роль в містичному мінісеріалі «Біле різдво». У наступному році молодий актор дебютував на великому екрані зігравши в комедійній драмі «Небезпечно збуджений». Восени 2012 року Сон Чжун зіграв першу головну роль в романтично-комедійному серіалі «Чи можемо ми одружитися?». У наступному році він зіграв одну з головних ролей в популярному історичному серіалі «Книга сім'ї Ку». Восени 2014 року Сон Чжун знімався в романтичному серіалі «Відкриття кохання», в якому виконав роль пластичного хірурга. Влітку наступного року актор отримав головну роль в мелодрамі «Вище суспільство». У 2017 році Сон Чжун зіграв головну чоловічу роль в драматично-комедійному серіалі «Ідеальна дружина», у тому ж році він знімався в гостросюжетному фільмі «Лиходійка».

### Особисте життя
Сон Чжун підтримує дружні стосунки зі своїми колегами по серіалу «Біле різдво», серед яких відомі актори Кім Йон Кван, Лі Су Хьок, Кім У Бін та Хон Чон Хьон які також починали свою кар'єру з модельного бізнесу. З грудня 2018 року актор проходить обов'язкову військову службу в армії. На початку лютого 2020 року стало відомо що до початку проходження служби Сон Чжун одружився зі звичайною, не зірковою дівчиною, і подружжя має дитину. Агентство актора підтвердило правдивість інформації та оприлюднило лист Сон Чжуна з армії в якому він розповідає подробиці свого особистого життя. Демобілізувався актор наприкінці липня 2020 року.

## Фільмографія

### Телевізійні серіали
| Рік  | Назва                                                 | Роль                   | Мережа |
| ---- | ----------------------------------------------------- | ---------------------- | ------ |
| 2011 | «Біле різдво»                                         | Чхве Чхі Хун           | KBS2   |
| 2011 | «Збреши мені»                                         | Хьон Сан Хий           | SBS    |
| 2012 | «Квітковий гурт»                                      | Квон Чі Хьок           | tvN    |
| 2012 | «Звіт про екологію болотних угідь» (спеціальна драма) | Чхве Гун               | KBS2   |
| 2012 | «Чи можемо ми одружитися?»                            | Ха Чон Хун             | JTBC   |
| 2013 | «Книга сім'ї Ку»                                      | Гон                    | MBC    |
| 2014 | «Мені потрібна романтика 3»                           | Чу Ван                 | tvN    |
| 2014 | «Відкриття кохання»                                   | Нам Ха Чжин            | KBS2   |
| 2015 | «Хайд Джекіл та я»                                    | Юн Те Чжу / Лі Су Хьон | SBS    |
| 2015 | «Вище суспільство»                                    | Чхве Чун Кі            | SBS    |
| 2016 | «Мадам Антуан: Терапевт кохання»                      | Чхве Су Хьон           | JTBC   |
| 2017 | «Ідеальна дружина»                                    | Кан Бон Гу             | KBS2   |
| 2018 | «Мохіто»                                              | Чхве Чі У              | KBS2   |

### Фільми
| Рік  | Назва                              | Роль          |
| ---- | ---------------------------------- | ------------- |
| 2012 | «Небезпечно збуджений»             | Мін Кі        |
| 2012 | «Плутон»                           | Ю Чжін        |
| 2013 | «Історія жахів 2» (сегмент: Скеля) | Чо Дон Ук     |
| 2017 | «Один день»                        | Йон У (камео) |
| 2017 | «Лиходійка»                        | Чон Хьон Су   |

## Нагороди
| Рік  | Нагорода                | Категорія                                                                 | Робота                             | Результат | Прим.  |
| ---- | ----------------------- | ------------------------------------------------------------------------- | ---------------------------------- | --------- | ------ |
| 2012 | 26-та Премія KBS драма  | Нагорода за майстерність (актор одноакної / спеціальної / короткої драми) | «Звіт про екологію болотних угідь» | Перемога  | [ 12 ] |
| 2014 | 7-ма Премія Ікона стилю | Нова Ікона                                                                | Н/Д                                | Перемога  | [ 13 ] |
| 2014 | 28-ма Премія KBS драма  | Нагорода за майстерність (актр мінісеріалу)                               | «Відкриття кохання»                | Номінація |        |
| 2015 | 23-тя Премія SBS драма  | Нагорода за майстерність (актр мінісеріалу)                               | «Вище товариство»                  | Номінація |        |
| 2016 | Премія tvN10            | Король романтичної комедії                                                | «Мені потрібна романтика 3»        | Номінація |        |